# Sanatruk
Sanatruk(orm:Սանատրուկ)-król Armenii w latach 75 -110 n.e., z dynastii ormiańskiej Arsacydów.
Źródła numizmatyczne wskazują, że panował po Tiridatesie I. Według tradycji ormiańskiej miał być sprawcą śmierci św.Tomasza. W czasie najazdu cesarza Trajana na Partię, miał organizować obronę.